# 岡本氏茀蕨
岡本氏茀蕨（学名：Phymatopteris rhynchophylla）为水龍骨科茀蕨屬下的一个种。